# Bolívar (Trujillo)
Bolívar è un comune del Venezuela situato nello Stato di Trujillo.
Il capoluogo del comune è la città di Sabana Grande.